# Spoorweghaven (Rotterdam)
De Spoorweghaven is een van de oudste havens van Rotterdam in Rotterdam-Zuid. De Spoorweghaven is een langgerekte stukgoedhaven die is aangelegd op rijksinitiatief voor de overslag van stukgoed op het spoor. De Spoorweghaven is gegraven tussen 1873 en 1879. De Spoorweghaven ligt op de plaats van het oude Zwanengat, dat Feijenoord scheidde van de rest van het eiland IJsselmonde. 
Tussen 1900 en 1946 stond aan deze haven een kolentip. Al voor de Tweede Wereldoorlog verloor de Spoorweghaven zijn aantrekkelijkheid voor de scheepvaart.
Tussen de Spoorweghaven en de Binnenhaven lag Loods 24. Van hieruit zijn tussen 1942 en 1943 twaalfduizend joden afgevoerd naar vernietigingskampen.
Rond 1988 is het grootste gedeelte van de haven gedempt en maakt het deel uit van de Kop van Zuid.

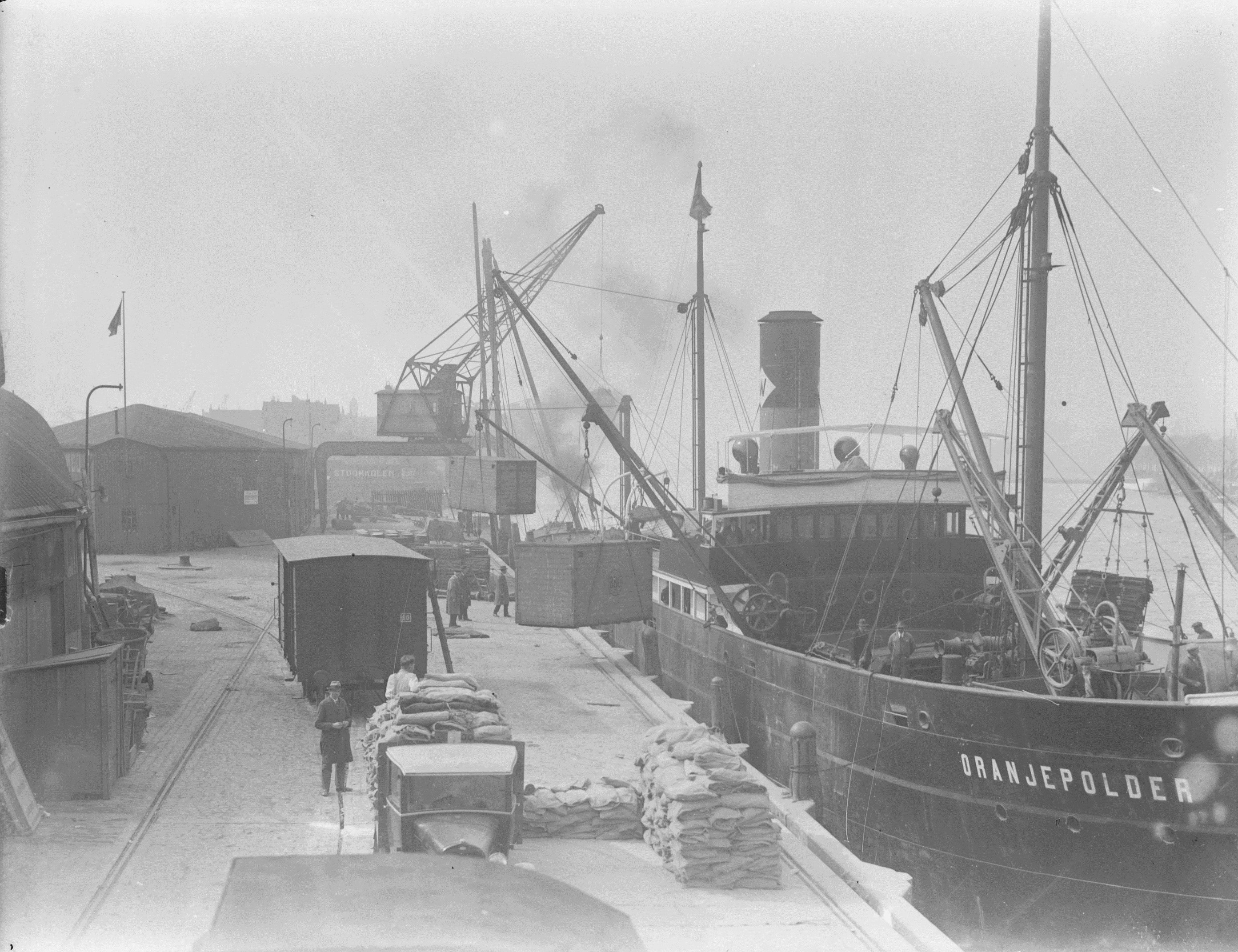
Het laden of lossen van het schip de Oranjepolder aan de kade van de Spoorweghaven (1928).